# Бедная Клара
Бедная Клара (исп. Pobre Clara) — мексиканская сериальная мелодрама с элементами драмы 1975 года производства Televisa.

## Сюжет
Клара Эскобедо — женщина средних лет, имеющая 14-летнюю дочь. Её мать Донья Мерседес женщина властная и эгоистичная, которая всячески её унижает и заставляет работать в качестве служанки. Клара постоянно носит траур из-за смерти своего отца, которого очень обожала и любила и которого довела до смерти его супруга Донья Мерседес, из-за этого Донья Мерседес насмехается на своей дочерью и всех ставит против неё. Единственный человек, которая её любит является её родная тётя Эмилия, которая ценит её за любовь и самопожертвование. Она покупает для неё билет в кругосветное путешествие, который пыталась разорвать её мать Донья Мерседес, но вовремя подоспевшая Эмилия выхватила из рук разъярённой женщины билет и влепила ей две сильные пощечины, назвав её эгоисткой и убийцей её родного брата, за которого она вышла замуж, после чего Донья Мерседес смолкла, а её тётя и Клара отправились в кругосветное путешествие. Это кругосветное путешествие круто изменило жизнь женщины, ибо Клара познакомилась там с доктором Кристианом де ла Уэрта Сантандером, который влюбился в неё без памяти и остался с ней навсегда.

## Создатели телесериала

### В ролях
- Чела Кастро - Клара Исабель Эскобедо Асеведо
- Хулио Алеман - доктор Кристиан де ла Уэрта Сантадер
- Мария Тереса Ривас - Донья Мерседес Асеведо Эскобедо
- Карлос Брачо - Франсиско Эскобедо Асеведо
- Алисия Монтойя - тётя Эмилия Асеведо
- Маурисио Феррари - Роберто Асеведо Дуприс
- Андреа Пальма - Донья Беатрис Альфаро
- Мигель Суарес - священный брат Альфаро
- Альма Муриэль - Сусана Эскобедо Монтенегро
- Ана Луиса Пелуффо - Лусия Монтенегро до Эскобедо
- Барбара Хиль - Мари
- Грегорио Касал - Рене
- Альфредо Леаль - Артуро
- Кармен Салас - Камила Лосано
- Исабела Корона - Ниевес
- Хулио Монтерде - Оскар
- Алан Конрад - менеджер
- Херман Куидо - Эди
- Марсела Лопес Рей - Лилиана
- Эстела Чакон - Ана Мария Лосано
- Лус Адриана - Хуанита
- Росанхела Бальбо - Лурдес
- Эктор Адремар
- Давид Эстуардо
- Леонардо Даниэль
- Карлос Бессериль

### Административная группа
- оригинальный текст: Эстела Кальдерон
- адаптация: Кармен Даниэльс
- оператор-постановщик и режиссёр-постановщик: Мигель Анхель Эррос
- композитор: Лаура Ланди
- музыкальная тема заставки: Firenze Piccoli Particolari
- исполнительный продюсер: Валентин Пимштейн